# Thairopora armata
Thairopora armata är en mossdjursart som först beskrevs av William MacGillivray 1869.  Thairopora armata ingår i släktet Thairopora och familjen Thalamoporellidae. Inga underarter finns listade i Catalogue of Life.